# Ffestiniog Railway
Ffestiniog Railway (wal. Rheilffordd Ffestiniog) – wąskotorowa kolej muzealna w hrabstwie Gwynedd w północno-zachodniej Walii. Kolej eksploatuje linię o rozstawie szyn wynoszącym 597 mm (1 stopa 11½ cala) oraz długości 21,7 km (13,5 mili).
Ffestiniog Railway szczyci się mianem najstarszej czynnej kolei wąskotorowej na świecie. Jednak ze względu na to, że w latach 1946-1955 była nieczynna, miano najdłużej nieprzerwanie czynnej kolei wąskotorowej na świecie przypada Górnośląskim Kolejom Wąskotorowym, których pierwsze odcinki oddano do użytku w roku 1853, i działającym (na niewielkim zachowanym fragmencie sieci) do dziś.
Operator kolei – Festiniog Railway Company – został powołany do życia ustawą parlamentu brytyjskiego z roku 1832 i funkcjonuje od tamtego czasu, będąc najdłużej nieprzerwanie istniejącym przedsiębiorstwem kolejowym na świecie. Uniknął losu niemal wszystkich innych kolei w Wielkiej Brytanii, które na mocy ustawy z roku 1921 zostały najpierw połączone w cztery duże firmy kolejowe (tzw. Big Four), a następnie w roku 1947 znacjonalizowane i połączone w jedno przedsiębiorstwo – British Rail.

## Geneza
W drugiej połowie XVIII wieku w górach otaczających Blaenau Ffestiniog rozpoczęto eksploatację złóż łupków. Początkowo wydobycie było niewielkie, a urobek transportowano wykorzystując zwierzęta juczne lub wozy do portu na rzece Dwyryd. Tam przeładowywano go na statki rzeczne, a następnie w Porthmadog na statki morskie.
W roku 1830 Samuel Holland oraz Henry Archer (późniejszy dyrektor kolei) wystąpili z inicjatywą budowy kolei, która ułatwiłaby transport wydobywanych surowców oraz obniżyła jego koszt. Na mocy ustawy z dnia 23 maja 1832 powstała Festiniog Railway Company, która jednocześnie uzyskała prawo budowy oraz eksploatacji tej kolei. Połączyła ona portowe miasto Porthmadog z będącym ośrodkiem wydobycia łupka miastem Blaenau Ffestinog.

## Budowa i przebieg linii

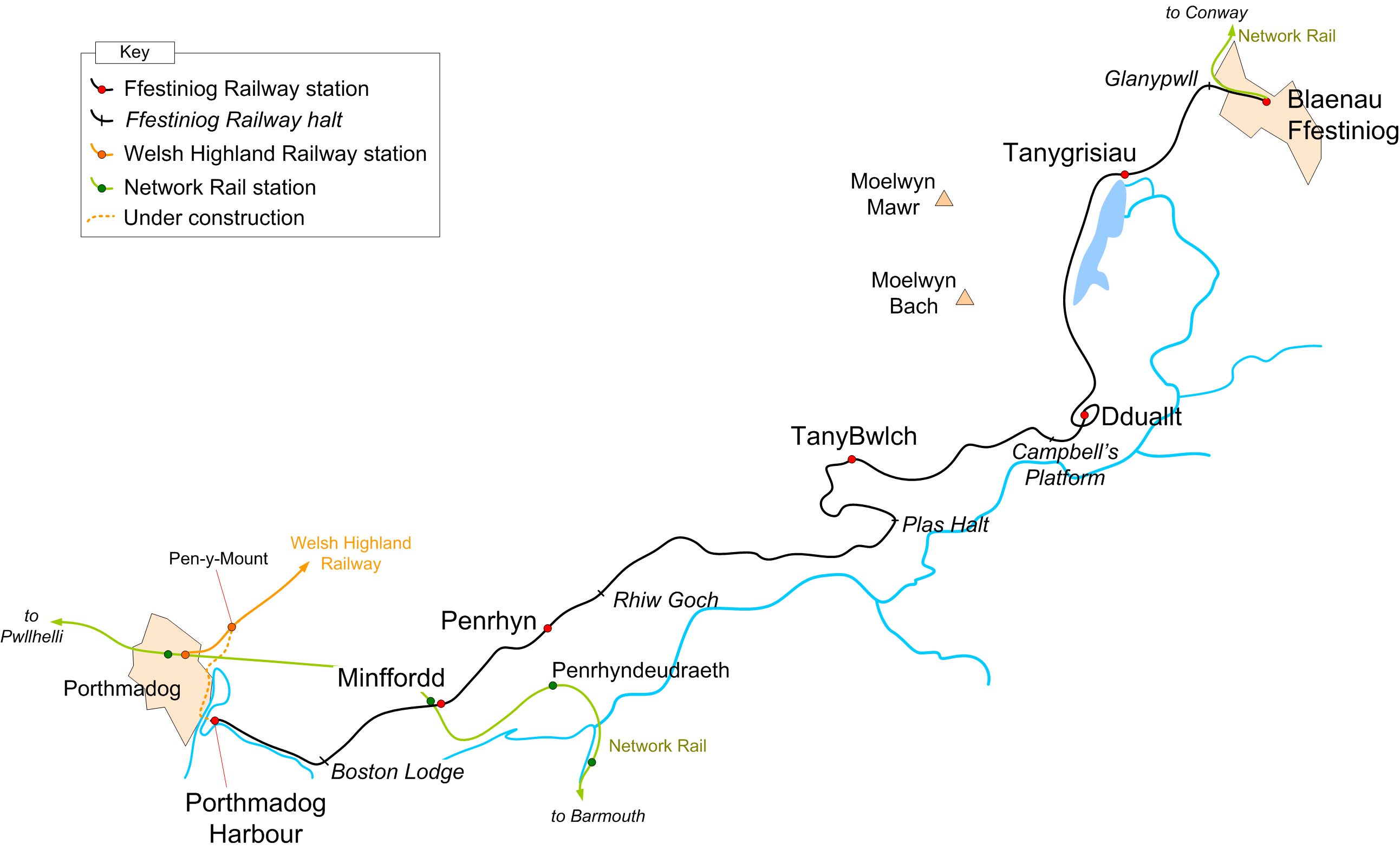
Schemat linii Ffestiniog Railway

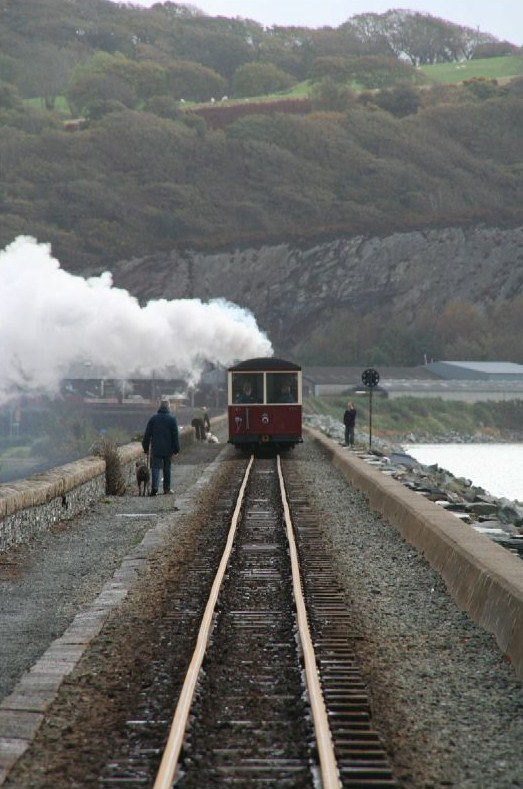
Pociąg opuszcza Porthmadog zmierzając przez groblę (the Cob) w kierunku Blaenau Ffestinog

Prace budowlane rozpoczęły się w roku 1833 i trwały do roku 1836.
Linia przebiega przez tereny zalesione i górzyste. Pierwszy jej fragment (około 1600 m) od strony Porthmadog biegnie po nasypie będącym w istocie tamą oddzielającą polder Traeth Mawr od rzeki Glaslyn.
Linię zbudowano jako jednotorową z czterema mijankami. Jej profil ukształtowano tak, aby na całym swoim przebiegu miała stałe nachylenie wynoszące około 12,5‰ (1:80). Aby to osiągnąć, wykorzystano naturalne ukształtowanie terenu, wybudowano liczne wykopy, nasypy, trawersy i rampy. Konieczne było także zbudowanie tunelu o długości około 668 metrów. W latach 1836–1842, do czasu jego otwarcia, fragment trasy pomiędzy stacjami Dduallt a Moelwyn był pokonywany za pomocą zakosów. Linia przetrwała w niezmienionym kształcie do roku 1957, kiedy to z powodu budowy elektrowni szczytowo-pompowej konieczne stało się rozebranie części linii pomiędzy Tanygrisiau a Ddualt, w tym tej przebiegającej przez tunel. W celu ominięcia terenu zalanego przez zbiornik elektrowni, w roku 1965 rozpoczęto budowę nowego fragmentu linii, liczącego około 3,8 km. Budowa obejmowała także wykucie nowego tunelu w Moelwyn, którego długość wynosi około 251 m. Budowę obejścia elektrowni zakończono po 13 latach od rozpoczęcia, w roku 1978. Ostatecznie całą linię otwarto ponownie w roku 1982.

## Okres przed wprowadzeniem parowozów
Urobek ładowano na wagony w kamieniołomach w okolicy Blaenau Ffestiniog. Jak wspomniano wyżej, linia ma stałe nachylenie – dzięki temu ładowne wagony siłą grawitacji same zjeżdżały z Blaenau Ffestiniog do Boston Lodge Halt. Dalej, do portu w Porthmadog, były przeciągane za pomocą koni. Konie też wciągały próżne wagony z portu z powrotem do kamieniołomów – pociąg taki składał się z ośmiu wagonów towarowych i wagonu do przewozu koni. W wagonie tym konie odbywały podróż w dół. Podczas jazdy w dół każdy pociąg był obsługiwany przez dwóch konduktorów hamulcowych. Czas przejazdu ze stacji Quarry Terminal (później zwanej Dinas) do Boston Lodge wynosił nie mniej niż półtorej godziny, zaś czas przejazdu w przeciwnym kierunku (w górę) – około 6 godzin. Rozkład jazdy na rok 1856 przewidywał 6 par pociągów. Przy stosowaniu opisanego wyżej systemu kolej mogła przewieźć maksymalnie około 70 tysięcy ton łupków rocznie.

## Era pary

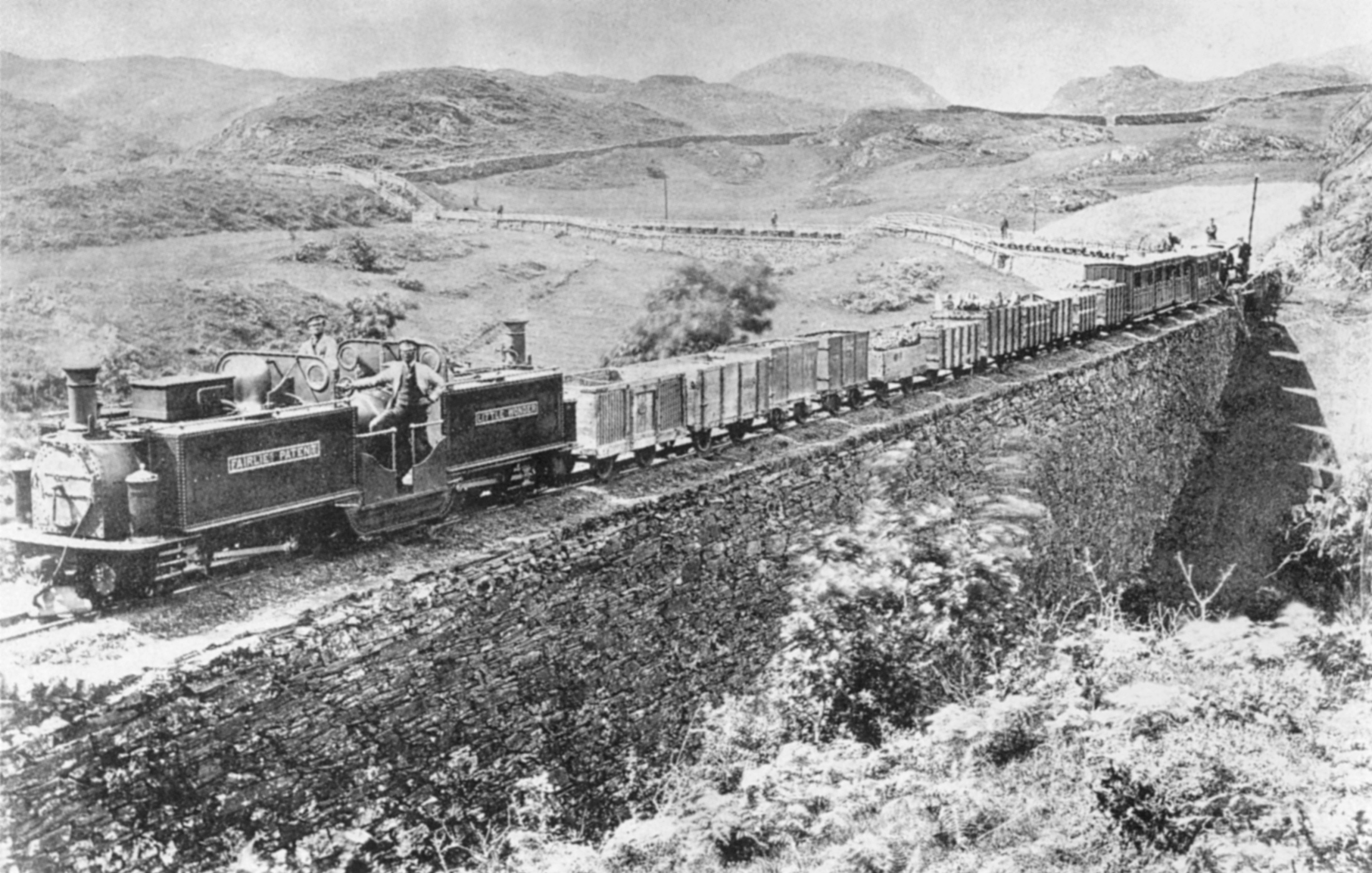
Pierwszy podwójny parowóz systemu Fairliego z pociągiem towarowym w pobliżu Rhiw Goch. Rok 1871

Ze względu na konieczność zwiększenia zdolności przewozowej (przez formowanie dłuższych pociągów), w roku 1863 wprowadzono do eksploatacji pierwsze parowozy. W 1869 rozpoczęto eksploatację podwójnych parowozów systemu Fairliego – z czasem stały się one znakiem rozpoznawczym tej kolei.
Rok 1865 był rokiem, kiedy to Ffestiniog Railway stała się pierwszą koleją wąskotorową w Wielkiej Brytanii, na której uruchomiono planowe przewozy pasażerskie. Początkowo eksploatowano niewielkie wagony dwuosiowe; w roku 1872 zakupiono wagony czteroosiowe osadzone na dwóch wózkach. Dwa z nich (wagony nr 15 i 16) były pierwszymi na świecie wagonami, które posiadały stalową ramę wózka.
Według rozkładu jazdy z roku 1863, codziennie uruchamiano 6 par pociągów odjeżdżających z każdego końca linii w dwugodzinnych odstępach. Ładowne pociągi na dół, ze stacji Quarry Terminus, nadal były prowadzone jedynie z wykorzystaniem grawitacji. Pociągi ładowne w górę prowadzono zaś parowozami.
Uruchomienie przewozów pasażerskich skomplikowało organizację ruchu i zestawianie pociągów. Pociągi jadące w górę zwykle formowano w następujący sposób: zaraz za parowozem umieszczano ładowne wagony towarowe, za nimi wagony pasażerskie, a na końcu składu – próżne wagony do przewozu łupka. W drodze powrotnej w dół pociąg dzielono na cztery niepołączone ze sobą części. Pierwsze wyprawiano ładowne wagony z urobkiem, następnie pozostałe wagony towarowe, po nich wagony pasażerskie, a na końcu – lokomotywę luzem. Ten sposób prowadzenia pociągów, skomplikowany i pracochłonny, wkrótce został porzucony. Wyprawiane dotychczas osobno grupy wagonów towarowych i pasażerskich zaczęto łączyć, a na przedzie pociągu umieszczano lokomotywę. Ładowne wagony ze skałą, jak wcześniej, wyprawiano sposobem grawitacyjnym, bez użycia lokomotywy. Ten sposób prowadzenia ruchu stosowano aż do roku 1939.
Pociągi z łupkiem z czasem stawały się coraz dłuższe, nieraz liczyły 80 wagonów i więcej. Pociąg, jeśli liczył mniej niż 80 wagonów, był prowadzony przez dwóch konduktorów hamulcowych. Pociągi dłuższe obsługiwało 3 konduktorów.
Rozkład jazdy opublikowany w roku 1900 przewidywał 9 pociągów w każdym kierunku na dobę. Czas przejazdu z Porthmadog do Duffws skrócono do jednej godziny – rozkładowa prędkość pociągów sięgnęła 40 mil (około 64 kilometrów) na godzinę.
Kolejnymi, po parowozach, innowacjami wprowadzonymi na kolei były: telegraf elektryczny; w roku 1893 – próżniowy hamulec zespolony, w roku 1893 – elektryczne urządzenia zabezpieczenia ruchu kolejowego (elektryczne aparaty berłowe). Wspomniane urządzenia zabezpieczenia ruchu kolejowego są eksploatowane do dziś.

## Schyłek przewozów towarowych i rozwój turystyki
W latach dwudziestych XX wieku popyt na łupek (będący materiałem służącym do krycia dachów) gwałtownie zmalał. Pojawiły się nowe materiały, I wojna światowa spowodowała załamanie eksportu. W efekcie przewozy towarowe znacznie spadły.
W roku 1921 pakiet kontrolny akcji Festiniog Railway Company został zakupiony przez North Wales Power and Traction Co. Ltd. Nowy właściciel połączył pod względem eksploatacyjnym Ffestiniog Railway i pobliską Welsh Highland Railway oraz podjął kroki w celu obniżenia kosztów ich funkcjonowania. W roku 1923 zbudowano odcinek toru, który fizycznie połączył obie te koleje. Zachowały one jednak odrębność organizacyjną (formalnie były osobnymi przedsiębiorstwami).
Już w tamtym czasie podstawą działalności Welsh Highland Railway (WHR) była turystyka. Ze względu na załamania gospodarcze, liczba turystów wzrastała powoli. W roku 1927 trudna sytuacja finansowa spowodowała przejście WHR pod zarząd komisaryczny. Podjęte działania naprawcze nie przyniosły oczekiwanych efektów – w roku 1933 WHR ostatecznie zbankrutowała, a jej majątek został wydzierżawiony Festiniog Railway Company, która kontynuowała przewozy łupka na linii WHR. Okazały się one jednak deficytowe i ostatecznie pod koniec roku 1936 zaniechano przewozów pasażerskich, a w 1937 także towarowych.
Ffestiniog Railway kontynuowała działalność na swojej sieci – nadal przewożono łupek, w ograniczonym zakresie prowadzono ruch rozkładowych pociągów pasażerskich, uruchamiano także pociągi dla turystów. Kursowanie planowych pociągów pasażerskich wstrzymano po wybuchu II wojny światowej, 16 września 1939 r. Tego dnia wprowadzono też ograniczenia w ruchu pociągów towarowych – odtąd kursowały one tylko trzy dni w tygodniu. Ponadto, porzucono grawitacyjną metodę prowadzenia pociągów.
9 sierpnia 1946 był ostatnim dniem przewozów łupka. Tego dnia ruch na sieci Ffestiniog Railway ustał. 7 października 1946 mały fragment linii kolejowej (od stacji Duffws do Blaenau Ffestiniog) został wydzierżawiony właścicielowi jednego z kamieniołomów. Zapewniło to minimalne dochody pozwalające przetrwać dogorywającej kolei.
Ustawa z 1832 roku powołująca do życia Festiniog Railway Company nie przewidziała możliwości jej likwidacji. Jedyną możliwością przeprowadzenie likwidacji kolei było doprowadzenie do uchwalenia kolejnej ustawy. Przedsiębiorstwa nie było jednak stać na przeprowadzenie tak kosztownego przedsięwzięcia. W efekcie mimo tego, że pociągi nie kursowały, nie było możliwości fizycznej likwidacji kolei. Cała infrastruktura (tory, budowle inżynieryjne itd.) pozostała zaniedbana i nietknięta.

## Odrodzenie

### Pierwsze lata odbudowy
Pasjonaci kolejnictwa podjęli pierwsze kroki w kierunku ożywienia kolei już w roku 1949. Ostatecznie 24 czerwca 1954 roku grupa miłośników kolei pod wodzą Alana Peglera wykupiła udziały Festiniog Railway Company, przejmując tym samym kolej w swoje władanie.
Realizację planów odbudowy i ponownego uruchomienia kolei utrudniła decyzja o budowie elektrowni szczytowo-pompowej. Wody zbudowanego na jej potrzeby zalewu (Llyn Ystradau) pochłonęły odcinek linii leżący między Dduellt a Tanygrisiau. Od sieci odcięty został końcowy północny fragment trasy między Tanygrisiau a Blaenau Ffestiniog. Po rekordowo długotrwałym (jak na brytyjskie warunki), ciągnącym się przez ponad 18 lat procesie, Festiniog Railway Company uzyskała prawo do żądania odszkodowanie z tytułu poniesionych z tego tytułu strat. Sprawę tę uregulowała ustawa uchwalona przez brytyjski parlament w roku 1973.
Rozpoczęcie prac przy rewitalizacji kolei poprzedziła piesza inspekcja dokonana 18 sierpnia 1954 roku przez urzędnika Inspektoratu Kolejnictwa pułkownika McMullena w towarzystwie Alana Peglera. Właściwe prace rozpoczęły się 20 sierpnia tego roku. 6 października 1954 dla uczczenia sześćdziesięciolecia pracy Roberta Evansa dla Ffestiniog Railway (w tym bez mała 25 lat na stanowisku kierownika), uruchomiono pociąg specjalny. Z pewnymi trudnościami pokonał on liczącą około 3 mil (niecałe 6 km) trasę z Minffordd do Porthmadog. Pierwszy (od czasu rozpoczęcia rewitalizacji kolei) publicznie dostępny pociąg pasażerski dnia 23 czerwca 1955 roku. Pokonał on odcinek z Porthmadog do Boston Lodge. 19 maja 1956 roku trasę pociągów pasażerskich wydłużono do Minfordd, 5 czerwca 1957 roku do Penhryn, a 5 kwietnia 1958 roku do Tan-y-Bwlch. 6 kwietnia 1968 roku przywrócono ruch do Ddualt, ostatniej stacji przed fragmentem toru zalanym w wyniku budowy elektrowni.
Cały czas prowadzono także prace przy taborze. Ważniejszymi wydarzeniami były powrót do służby parowozu Prince (3 sierpnia 1955) oraz, po gruntownym remoncie kotła, ostatniego z dostarczonych na FR podwójnych parowozów systemu Fairliego, maszyny noszącej imię Taliesin (4 września 1956).

### Budowa obejścia zalewu Ystradau

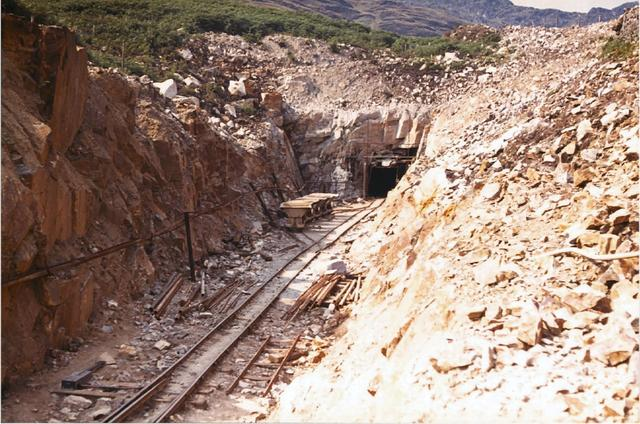
Budowa nowego tunelu w Moelwyn

Obejście powstałego w wyniku budowy elektrowni szczytowo-pompowej zalewu Ystradau, którego wody pochłonęły fragment linii było poważnym wyzwaniem. Konieczne było:
- wybudowanie od podstaw 2,5 mili (około 4 km) nowego toru
- wzniesienia w Ddualt rampy i wiaduktu umożliwiających pokonanie jedenastometrowej różnicy wysokości i przejście nowego odcinka linii nad istniejącym już fragmentem toru
- wykucia w litej skale nowego tunelu w Moelwyn
- przeprowadzenia mostów nad potężnymi rurociągami prowadzącymi wody z zalewu do elektrowni wodnej w Tanygrisiau.

Wykonanie tych wszystkich prac zajęło trzynaście lat między rokiem 1965 a 1978. Tunel zbudowano w latach 1975-1977, przy czym niektóre prace wykończeniowe trwały do roku 1978. Uroczyste otwarcie nowego fragmentu linii nastąpiło 24 czerwca 1978 roku.
Zdecydowana większość prac, zarówno projektowych, jak i budowlanych, została wykonana siłami wolontariuszy.

### „Projekt Blaenau”
Po wybudowania obejścia zalewu Ystradau linia została ponownie połączona w jedną całość. Jednak liczący 1,5 mili (ok. 2,4 km) fragment trasy między Tanygrysiau a Blaenau Ffestiniog, nieeksploatowany od roku 1947, wymagał gruntownego remontu. Konieczna była wymiana nawierzchni kolejowej oraz zbudowanie od nowa pięciu obiektów inżynieryjnych, w tym mostu nad rzeką Afon Barlwyd. Prace prowadzono w okresie od roku 1978 do roku 1982. Pierwszy pociąg dotarł do Blaenau Ffestiniog 25 maja 1982. Podczas odbudowy kolei wąskotorowej przebudowano także stację Blaenau Ffestiniog (dzięki wspólnym staraniom lokalnych władz oraz British Rail) w ten sposób, że stała się ona stacją wspólną dla FR oraz kolei normalnotorowej. Oficjalne otwarcie zmodernizowanej, wspólnej stacji, miało miejsce 30 kwietnia 1983 roku.
Po zakończeniu odbudowy linii kolejowej skupiono się na renowacji starego i budowie nowego taboru kolejowego. Ponadto w Minffordd zbudowano hostel dla wolontariuszy pracujących na kolei. Przystąpiono ponadto do budowy nowych, solidnych budynków stacyjnych i wiat na peronach. Zastąpiły one istniejące dotąd tymczasowe, drewniane konstrukcje.

### Przejęcie i odbudowa Welsh Highland Railway
W roku 1990 Festinog Railway Company (FR) przejęła większość udziałów w nieczynnej od wielu lat i w zasadzie zdemontowanej Welsh Highland Railway (WHR) oraz podjęła prace mające na celu jej odbudowę. Pierwszy odbudowany odcinek oddano do użytku w roku 1997. W roku 2010 Welsh Highland Railway i Ffestiniog Railway zostały fizycznie połączone (zbudowano tor łączący obie koleje) w Porthmadog. Ostatecznie cały proces odbudowy zakończono w roku 2011.

## Turystyka
Pierwsza wzmianka o turystyce na Ffestiniog Railway pochodzi z przewodnika turystycznego z roku 1876. Wzrost znaczenia turystyki dla kolei następował systematycznie w latach 1919-1939.
Po przywróceniu kolei do życia w roku 1954 turystyka stała się najważniejszym źródłem jej przychodów, sama kolej zaś stawała się istotną atrakcją turystyczną regionu. Znalazło to odbicie w wielu przyznanych jej nagrodach i wyróżnieniach:
- w roku 1964 Walijska Rada Turystyki (Welsh Torurist Board) przyznała FR dyplom za znaczący wkład w rozwój turystyki w Walii[17]
- w roku 1972 Walijska Rada Turystyki uznała FR za jedną z pięciu najważniejszych atrakcji turystycznych w Walii[18]
- w roku 1979, jako jedna z zaledwie sześciu atrakcji turystycznych w Wielkiej Brytanii, otrzymała od Brytyjskiej Organizacji Turystycznej (British Tourist Authority) Złotą Nagrodę Jubileuszową (Golden Jubilee Award)[19]
- w roku 1987 FR otrzymała nagrodę Independent Railway of the Year[20].

Znaczenie FR jako zabytku techniki i ważnej atrakcji turystycznej podkreśla także fakt otrzymania przez nią znacznych dotacji od następujących instytucji:
- Walijskiej Rady Turystyki (379 335 GBP)
- Unii Europejskiej (łącznie na realizację trzech różnych projektów 1 064 320 GBP).

## Infrastruktura
Jak wspomniano wcześniej, linię zbudowano jako jednotorową z czterema mijankami. Dotrwała ona w takim kształcie do zamknięcia kolei w roku 1947. W okresie po wznowieniu ruchu w roku 1954, w miarę postępu pracy przy odbudowie linii, oddawano do użytku mijanki w Minffordd, Penhryn i Tan-y-Bwlch. W związku z niewystarczającą długością torów na mijance w Penhryn, 14 maja 1975 roku uruchomiono kolejną mijankę w Rhiw Goch. Mijanka w Penhryn została zlikwidowana kilka lat później. Pod koniec lat siedemdziesiątych XX wieku w eksploatacji były następujące mijanki: Minffordd, Rhiw Goch, Tan-y-Blwch i Ddualt. W roku 1986 mijankę w Tan-y-Blwch wyposażono w sygnalizację automatyczną. Pod koniec lat osiemdziesiątych XX wieku ze względów technicznych oraz w związku z planowaną modernizacją urządzeń sterowania ruchem kolejowym wyłączono z użytkowania mijanki w Minffordd, Ddualt oraz Rhiw Goch. Tę ostatnią uruchomiono jednak ponownie pod koniec lat dziewięćdziesiątych, a w roku 2005, w celu zwiększenia przepustowości, obsadzono na stałe nastawnię. W latach 2006–2007 rozebrano istniejący do tego czasu budynek nastawni i wybudowano nowy, o architekturze lepiej pasującej do klimatu FR.
W roku 2004 oddano do użytku nowo zbudowaną mijankę w Tanygrisiau.
Ponadto w latach 1978–1982 w Tanygrisiau, która to stacja była wtedy stacją końcową, istniała mijanka umożliwiająca zmianę kierunku jazdy taboru. Po zakończeniu budowy obejścia zalewu Ystradau oraz wznowieniu ruchu do Blaenau Ffestiniog mijankę zdemontowano.

### Sterowanie ruchem kolejowym

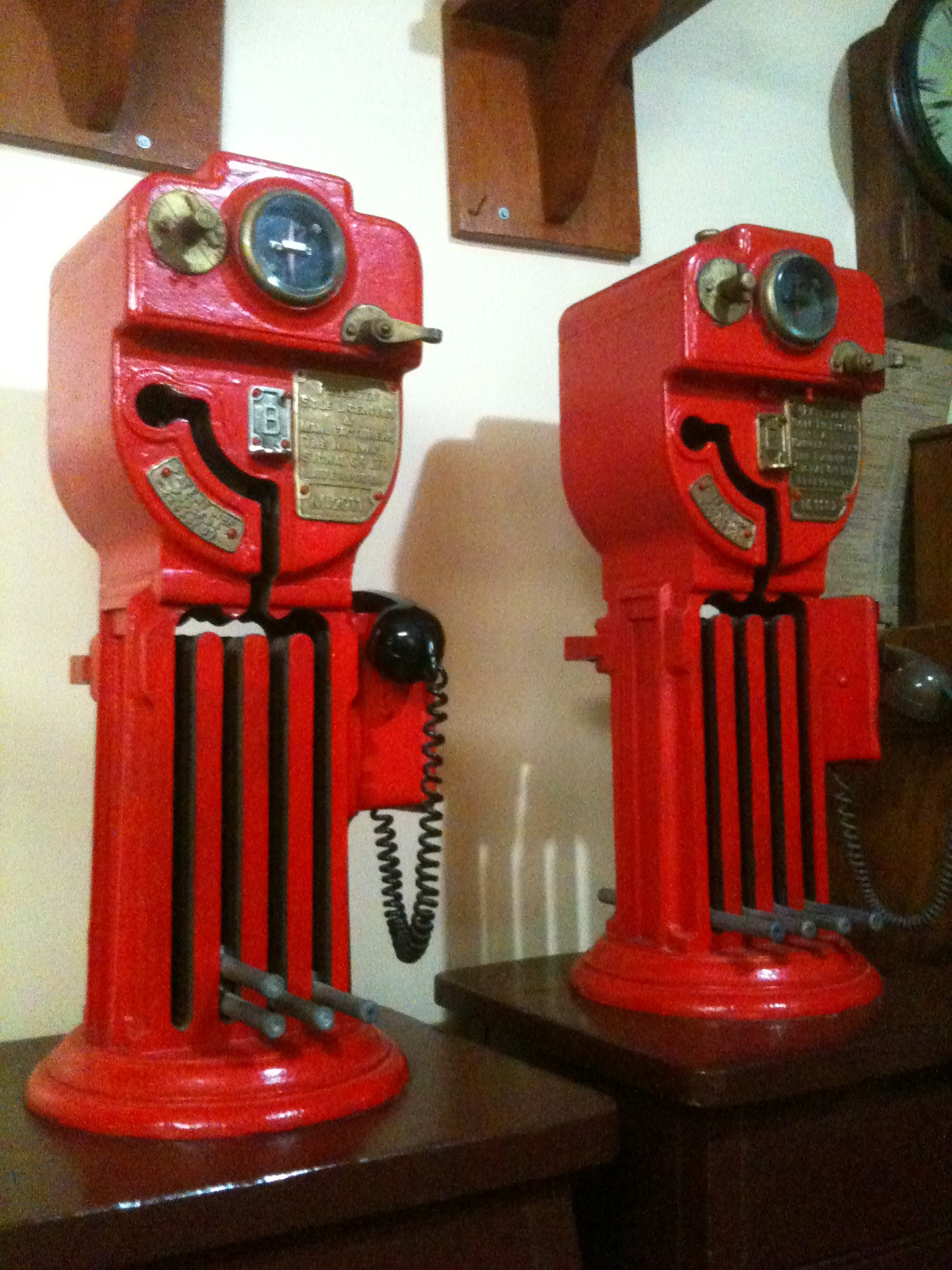
Elektryczny aparat berłowy

Ruch pociągów na Ffestiniog Railway prowadzony jest „na berło” z wykorzystaniem elektrycznych aparatów berłowych (Electric Token System). Linia podzielona jest na 4 szlaki, które z kolei podzielone są na odstępy:
- szlak Porthmadog – Minffordd z posterunkiem odstępowym zlokalizowanym w Boston Lodge
- szlak Minffordd – Tan-y-Bwlch z posterunkiem odstępowym w Rhiw Goch[d]
- szlak Tan-y-Bwlch – Tanygrisiau z posterunkiem odstępowym w Ddualt
- szlak Ddualt – Blaenau Ffestiniog (niepodzielony na odstępy).

Urządzenia sterowania ruchem kolejowym (z wyjątkiem posterunku odstępowego w Minffordd gdy jest otwarty) są obsługiwane przez załogę pociągu, a nad bezpieczeństwem ruchu czuwa dyżurny ruchu odcinkowy urzędujący w Porthmadog. Każdorazowe zajęcie przez pociąg odstępu wymaga uzyskania zgody dyżurnego ruchu. Dyżurny ruchu w Pothmadog nadzoruje także ruch pociągów na linii Welsh Highland Railway oraz wydaje zgodę na wjazd pociągów Welsh Highland Heritage Railway na główną linię Welsh Highland Railway (Caernarforn – Porthmadog).

## Tabor

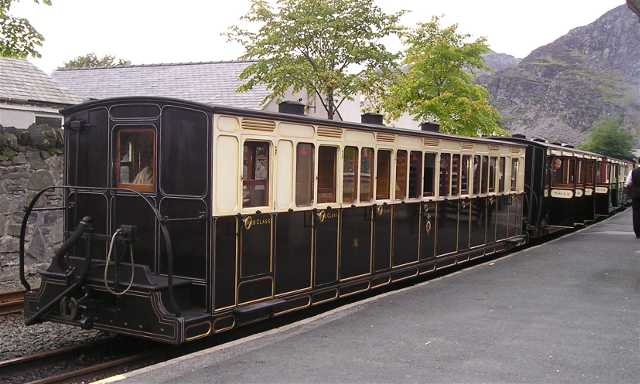
Czteroosiowy wagon pasażerski nr 15 zbudowany w roku 1872

FR posiada następujący tabor kolejowy:
- 14 lokomotyw spalinowych różnych typów[23]
- 15 parowozów, z czego 12 czynnych[23]
- 13 dwuosiowych wagonów pasażerskich[24]
- 36 czteroosiowych wagonów pasażerskich[24].

Obecnie eksploatowany tabor stanowią zarówno oryginalne dziewiętnastowieczne jednostki, jak i repliki oraz pojazdy zakupione z innych kolei.